# Farní sbor Českobratrské církve evangelické v Chocni
Farní sbor Českobratrské církve evangelické v Chocni je sborem Českobratrské církve evangelické v Chocni. Sbor spadá pod Chrudimský seniorát.
Farářkou sboru je Hana Schusterová, kurátorem sboru Pavel Trkal.

## Historie sboru
Počátky sboru spadají do doby po vydání Tolerančního patentu, kdy bylo - byť s řadou omezení - opět povoleno jiné náboženství, než katolické. V okolí Chocně se k evangelickému vyznání přihlásilo několik rodin, které docházely na bohoslužby do Sloupnice. V Chocni byl však reformovaný sbor založen až v roce 1862, poté co Protestantský patent rozšířil náboženskou svobodu a zrovnoprávnil evangelické církve s církví katolickou. Přímo ve městě tehdy evangelíci tvořili nepatrný počet obyvatel, ale v okolních vesnicích jich žilo několik set a založením choceňského sboru vzniklo jejich přirozené centrum, které nahradilo o něco vzdálenější Sloupnici. Stavbu sborové budovy v Žerotínově ulici zajistil místní stavitel K. Havlíček a dne 8. prosince 1869 byl patrový chrám s farou v jediné budově slavnostně posvěcen. Ve stejném roce vznikl i evangelický hřbitov, dochovaný ve svém původním výměru. V roce 1876 byly v chrámu instalovány varhany. V roce 1893 byl kostel rozšířen o malou věž se zvony a apsidu a mohl pojmout až několik set lidí. Po vzniku Československa byl choceňský sbor posílen přestupovým hnutím. Také proto byl ve farní zahradě v roce 1923 vybudován tzv. Blahoslavův sál, sloužící mimo jiné k setkávání mládeže. V roce 1921 byla k evangelickému sboru v Chocni přifařena kazatelská stanice v Horním Jelení, jež ovšem v roce 1956 přešla pod nově zřízený sbor v Holicích. Choceňský sbor zřídil v roce 1923 kazatelskou stanici v Brandýse nad Orlicí, která se ovšem v roce 1956 osamostatnila.

## Faráři sboru
- Richard Novák (1872–1914)
- Adolf Novotný (1915–1920)
- Jan Řezníček (1920–1962)
- Ladislav Horák (1942–1945)
- Bedřich Blahoslav Bašus (1962–1978, 1980–1990)
- Jaroslav Kučera (1991–2001)
- Lukáš Ondra (2002–2005)
- Magdalena Ondrová (2005–2011)
- Hana Schusterová (2012–)